# Muriel Hurtis-Houairi
 Muriel Hurtis-Houairi (Bondy, 1 de fevereiro de 1978) é uma ex-velocista francesa. Foi campeã mundial do revezamento 4x100 m no Campeonato Mundial de Atletismo de 2003, em  Paris, França, junto com  Patricia Girard, Sylviane Félix e Christine Arron  e conquistou  uma medalha de bronze nos Jogos de Atenas 2004 também no 4x100 m.
Foi campeã mundial júnior e campeã mundial indoor dos 200 m rasos. Tem um total de oito medalhas entre campeonatos mundiais e campeonatos europeus de atletismo, entre os 200 m e o revezamento 4x400 metros.
Em 2018, foi condecorada com a Ordem Nacional da Legião de Honra no grau de Cavaleiro.